# Чудовиште (филм из 1903)
Чудовиште (фр. Le Monstre) француски је црно-бели неми хорор филм из 1903. године, редитеља Жоржа Мелијеса, који уједно тумачи и главну улогу. Радња прати египатског принца који унајмљује свештеника, од ког тражи да му врати у живот покојну супругу. Сматра се хорор филмом, иако је настао пре него што је хорор и установљен као жанр.
Радња представља потпуну инверзију једног од претходних Мелијесових филмова, Нестајућа дама (1896) и дели memento mori тему са њим.

## Радња
Египатски принц унајмљује свештеника да врати у живот његову покојну супругу. Свештеник вади женин скелет из гробнице и изговара молитве над њим упућене Сфинги, која се налази у позадини. Скелет убрзо оживљава и почиње да плеше. Свештеник га облачи, након чега он почне да убрзано расте и смањује се. Коначно, свештеник прекрива скелет белим чаршавом и када га склони испод њега се појављује принчева жена. Међутим, принчево одушевљење не траје дуго, пошто је свештеник поново прекрива чаршавом и она се враћа у облик скелета.

## Улоге
- Жорж Мелијес као свештеник